# John D. Bredehoeft
John Dallas Bredehoeft (* 28. Februar 1933 in Saint Louis, Missouri; † 1. Januar 2023) war ein US-amerikanischer Hydrogeologe.

## Werdegang
Bredehoeft studierte an der Princeton University mit dem Bachelor-Abschluss als Ingenieurgeologe 1955, an der University of Illinois mit dem Master-Abschluss 1957 und der Promotion in Geologie 1962 (The hydrogeology of the lower Humboldt river basin, Nevada). Davor war er 1957 bis 1959 Geologe bei Standard Oil und 1962 war er Geologe beim Desert Research Institute in Nevada. Ab 1962 war er beim US Geological Survey (USGS) und 1974 bis 1994 bei der Water Resource Division des USGS in Menlo Park, zuletzt als Senior Research Geologist. In den 1970er Jahren leitete er fünf Jahre das National Water Research Program des USGS und in den 1980er Jahren war er der leitende Hydrogeologe für den Westen der USA. Danach war er Berater der Hydrodynamics Group in Sausalito.
Er war Gastprofessor an der University of Illinois und Consulting Professor an der Stanford University, der University of California, Santa Cruz, und der San Francisco State University. 1991 bis 1995 gab er die Zeitschrift Ground Water heraus.
Er befasst sich mit Grundwasserströmung und dem Transport chemischer Stoffe im Grundwasser. Insbesondere befasste er sich auch mit der Geophysik von Grundwasser und wirkte an Experimenten in Rangely (Colorado) mit, kleine Erdbeben durch Hochdruckinjektion von Wasser zu erzeugen. Er empfahl die Dehnungsmessungen in Wasserbrunnen zum Monitoring von Erdbeben. 1967 untersuchte er den Einfluss von Erdgezeiten auf Grundwasser und veröffentlichte mit seinem Doktoranden George Pinder 1967/68 das erste weithin genutzte numerische Modell für Grundwasserströmung (wofür sie den Horton Award erhielten) und beide veröffentlichten auch das erste weithin genutzte numerische Modell für Schadstofftransport im Grundwasser (wofür sie den Meinzer Award der Geological Society of America erhielten). Seine Beiträge reichen von neuartigen Feldmessmethoden (z. B. Pulse-Test zur Messung der Permeabilität geringdurchlässiger Gesteine), Grundwasserverschmutzung bis zu numerischer Simulation von Grundwasserströmung. Er war in verschiedenen Beratungsgremien für die Eignung von Yucca Mountain als nuklearem Endlager. Er war zwei Jahre bei Resources for the Future (RFF) mit wirtschaftlichen Aspekten des Grundwasser-Managements befasst.
1997 erhielt er die Penrose-Medaille und die  Robert E. Horton Medal der American Geophysical Union. Er ist Mitglied der National Academy of Engineering. Er ist Mitglied auf Lebenszeit der National Ground Water Association.